# 29 مايو
- السبت
- الأحد
- الاثنين
- الثلاثاء
- الأربعاء
- الخميس
- الجمعة

- 2628 شوال 1446  هـ
- 2729 شوال 1446  هـ
- 2830 شوال 1446  هـ
- 291 ذو القعدة 1446  هـ
- 302 ذو القعدة 1446  هـ
- 13 ذو القعدة 1446  هـ
- 24 ذو القعدة 1446  هـ
- 35 ذو القعدة 1446  هـ
- 46 ذو القعدة 1446  هـ
- 57 ذو القعدة 1446  هـ
- 68 ذو القعدة 1446  هـ
- 79 ذو القعدة 1446  هـ
- 810 ذو القعدة 1446  هـ
- 911 ذو القعدة 1446  هـ
- 1012 ذو القعدة 1446  هـ
- 1113 ذو القعدة 1446  هـ
- 1214 ذو القعدة 1446  هـ
- 1315 ذو القعدة 1446  هـ
- 1416 ذو القعدة 1446  هـ
- 1517 ذو القعدة 1446  هـ
- 1618 ذو القعدة 1446  هـ
- 1719 ذو القعدة 1446  هـ
- 1820 ذو القعدة 1446  هـ
- 1921 ذو القعدة 1446  هـ
- 2022 ذو القعدة 1446  هـ
- 2123 ذو القعدة 1446  هـ
- 2224 ذو القعدة 1446  هـ
- 2325 ذو القعدة 1446  هـ
- 2426 ذو القعدة 1446  هـ
- 2527 ذو القعدة 1446  هـ
- 2628 ذو القعدة 1446  هـ
- 2729 ذو القعدة 1446  هـ
- 281 ذو الحجة 1446  هـ
- 292 ذو الحجة 1446  هـ
- 303 ذو الحجة 1446  هـ
- 314 ذو الحجة 1446  هـ
- 15 ذو الحجة 1446  هـ
- 26 ذو الحجة 1446  هـ
- 37 ذو الحجة 1446  هـ
- 48 ذو الحجة 1446  هـ
- 59 ذو الحجة 1446  هـ
- 610 ذو الحجة 1446  هـ

29 مايو أو 29 أيَّار أو 29 مايس أو 29 نوَّار أو يوم 29 \ 5 (اليوم التاسع والعشرون من الشهر الخامس) هو اليوم التاسع والأربعون بعد المئة (149) من السنوات البسيطة، أو اليوم الخمسون بعد المئة (150) من السنوات الكبيسة وفقًا للتقويم الميلادي الغربي (الغريغوري). يبقى بعده 216 يوما لانتهاء السنة.

## أحداث
- 1453 - سقوط القسطنطينية بيد العثمانيين بقيادة السلطان محمد الفاتح وانتهاء الإمبراطورية البيزنطية التي دامت ألف عام وبداية نهاية العصور الوسطى في القارة الأوروبية.
- 1807 - الإطاحة بالسلطان العثماني سليم الثالث وتولي مصطفى ابن السلطان عبد الحميد الأول الحكم تحت اسم مصطفى الرابع.
- 1856 - عقد الاجتماع التأسيسي الأول للحزب الجمهوري الأمريكي.
- 1892 - الشيخ محمد بن صباح الصباح يتولى حكم الكويت وذلك بعد وفاة أخيه الشيخ عبد الله بن صباح الصباح.
- 1912 - بلغاريا واليونان تعقدان تحالف ضد الدولة العثمانية.
- 1914 - ناقلة النفط النرويجية «ستورلاند» تصدم الباخرة البريطانية «إمبراطورة أيرلندا» بسبب الضباب وأدى ذلك إلى غرق أكثر من 900 راكب.
- 1918 - القوات الألمانية تحتل مدينة سواسون الفرنسية.
- 1923 - المملكة المتحدة تعطل الدستور الفلسطيني بحجة عدم تعاون العرب معها.
- 1930 - صدور أول عدد من صحيفة المغرب من قبل عميد الصحافة الجزائرية أبو اليقظان إبراهيم، وهي إحدى الصحف الثمانية التي أصدرها وأوقفتها سلطة الاستعمار الفرنسي.
- 1945 - قصف البرلمان السوري من قبل الجيش الفرنسي ومقتل أكثر حاميته، وعلى عدة أحياء في دمشق يؤدي لمقتل 600 وجرح ألف على الأقل.
- 1948 - إعلان الهدنة الأولى في حرب فلسطين.
- 1952 -
  - اليونان تمنح النساء حق التصويت.
  - صندوق النقد الدولي والبنك الدولي يصادقان على انضمام اليابان إليه.
- 1953 - المتسلق النيوزيلندي إدموند هيلاري والمرشد النيبالي تينسينغ نورغاي يتسلقان قمة إفرست أعلى قمة في العالم لأول مرة في التاريخ.
- 1958 - الجنرال شارل ديغول يتولى رئاسة الحكومة الفرنسية.
- 1974 - عقد اتفاق هدنة في هضبة الجولان بين سوريا وإسرائيل.
- 1986 - السوق الأوروبية المشتركة تتبنى علمًا جديدًا أزرق اللون ويحمل 12 نجمة ذهبية.
- 1989 - توقيع اتفاق مصري أمريكي لتصنيع أجزاء من المقاتلة إف-16 في مصر.
- 1993 - وقع هجوم الحريق المتعمد في زولينغن عام 1993، هجوم عنصري على عائلة تركية في ألمانيا، يعتبر واحدة من أشد حالات العنف العنصري خطورة في ألمانيا الحديثة
- 2004 - هجوم مسلح في الخبر بالسعودية على أحد المجمعات السكنية يحصد 22 قتيل و25 جريح، وتنظيم القاعدة يتبنى مسؤولية الهجوم.
- 2015 -
  - الإعلان عن نُفوق حوالي نصف الجُمهرة العالميَّة من ظباء السايغا المُهددة بالانقراض أصلًا بِسبب وباء حيواني مجهول.
  - تفجير انتحاري في مسجد بحي العنود في مدينة الدمام السعودية يخلف 4 قتلى.
- 2016 - ريال مدريد يتوج بلقب دوري أبطال أوروبا 2016 بعد فوزه على أتليتكو مدريد بركلات الترجيح.
- 2021 - تشيلسي الإنجليزي يهزم مواطنه مانشستر سيتي بنتيجة 1-0 في نهائي دوري أبطال أوروبا، فائزًا باللقب للمرة الثانية في تاريخه.
- 2022 - تحطم طائرة تارا إير الرحلة 197 في نيبال بعد 12 دقيقة من إقلاعها، ومقتل جميع مَن على متنها البالغ عددهم 22 شخصًا.
- 2023 - فوز الرئيس رجب طيب أردوغان بنسبة 52.18% في الجولة الثانية من الانتخابات الرئاسية في تركيا، وبلغت نسبة المشاركة 84.15%.

## مواليد
- 1594 - غوتفريد هاينريش، عسكري ألماني.
- 1630 - تشارلز الثاني، ملك إنجلترا.
- 1860 - إسحق ألبينيز، موسيقي إسباني.
- 1880 - أوسفالد شبينغلر، فيلسوف ألماني.
- 1881 - أدولفو دي لا ويرتا، رئيس المكسيك.
- 1899 - زكي طليمات، ممثل مصري.
- 1903 - بوب هوب، ممثل أمريكي.
- 1917 - جون كينيدي، رئيس الولايات المتحدة الخامس والثلاثون.
- 1920 - جون هارساني، اقتصادي هنغاري حاصل على جائزة نوبل في العلوم الاقتصادية عام 1994.
- 1924 - زهور حسين، مغنية عراقية.
- 1926 - جابر الأحمد الصباح، أمير دولة الكويت الثالث عشر.
- 1955 - جون هينكلي جونيور، أمريكي حاول اغتيال الرئيس رونالد ريغان.
- 1957 - تيد ليفين، ممثل أمريكي.
- 1958 - جوليانو مير خميس، ممثل ومخرج وناشط سياسي إسرائيلي.
- 1971 - إيمان عياد، إعلامية فلسطينية.
- 1972 - رانيا فريد شوقي، ممثلة مصرية.
- 1975 - ميلاني براون، مغنية إنجليزية وعضوة في فريق سبايس جيرلز الغنائي.
- 1976 - كلاوديو كاسابا، لاعب كرة قدم برازيلي.
- 1977 - ماسيمو أمبروزيني، لاعب كرة قدم إيطالي.
- 1978 - سيباستيان غروسجان، لاعب كرة مضرب فرنسي.
- 1979 - آرنه فريدريش، لاعب كرة قدم ألماني.
- 1981 - أندري أرشافين، لاعب كرة قدم روسي.
- 1982 - صالح الشيخ، لاعب كرة قدم كويتي.
- 1983 -
  - ألبيرتو ميدينا، لاعب كرة قدم مكسيكي.
  - جان ماكون، لاعب كرة قدم كاميروني.
- 1984 - كارميلو أنطوني، لاعب كرة سلة أمريكي.
- 1988 -
  - معاذ الكساسبة، طيار أردني.
  - توبين هيث، لاعبة كرة قدم أمريكية.
- 1989 - ريلي كيو، عارضة أزياء وممثلة أمريكية.

## وفيات
- 1259 - كريستوفر الأول، ملك الدنمارك.
- 1453 - قسطنطين الحادي عشر، آخر الأباطرة البيزنطيين.
- 1500 - بارتولوميو دياز، مستكشف برتغالي.
- 1660 - محمد كبريت المدني، صوفي وكاتب وشاعر حجازي.
- 1814 - جوزفين، إمبراطورة فرنسا وزوجة نابليون بونابرت.
- 1829 - همفري ديفي، عالم فيزياء وكيمياء إنجليزي.
- 1892 -
  - عبد الله بن صباح الصباح، حاكم الكويت الخامس.
  - بهاء الله، مؤسس الدين البهائي.
- 1942 - جون باريمور، ممثل أمريكي.
- 1948 - أحمد الكاشف، شاعر مصري.
- 1958 - خوان رامون خيمينيث، شاعر إسباني حاصل على جائزة نوبل في الأدب عام 1956.
- 1978 - نازلي، زوجة الملك فؤاد الأول.
- 1994 - إريش هونيكر، رئيس الجمهورية الألمانية الديمقراطية.
- 1997 - جيف بوكلي، مغني أمريكي.
- 2002 - علية الجباس، ممثلة مصرية.
- 2010 - دينيس هوبر، ممثل أمريكي.
- 2011 - سيرغيه باغابش، رئيس أبخازيا.
- 2018 -
  - سعد محمد حسن، موسيقار مصري.
  - علي بنات، رجل أعمال وفاعل خير أسترالي من أصل فلسطيني.

## أعياد ومناسبات
- يوم قوى الأمن الداخلي في سوريا.
- عيد الديمقراطية في نيجيريا.
- اليوم الدولي لقوات حفظ السلام التابعة للأمم المتحدة.

## وصلات خارجية
- النيويورك تايمز: حدث في مثل هذا اليوم.
- BBC: حدث في مثل هذا اليوم.